# История почты и почтовых марок Ватикана
История почты и почтовых марок Ватикана официально ведёт свой отсчёт с момента образования государства Ватикан в современном его виде, то есть с 1929 года. С этого же года в Ватикане выпускаются собственные почтовые марки.

## Развитие почты

### Ранний период
Доставка корреспонденции на территории современного Ватикана существовала и в более отдалённое время, включая период Папской области.
Современное государство Ватикан было основано в результате заключения Латеранских соглашений между Италией и Святым Престолом 11 февраля 1929 года. Двумя днями позже при помощи итальянского правительства начала функционировать почтовая служба Ватикана. 1 июня того же года Ватикан становится членом Всемирного почтового союза, а 29 июля государство Ватикан и Италия заключили почтовый договор, вступивший в силу 1 августа, о доставке почты через Рим.
Первые почтовые штемпели имели надпись «Poste Vaticane». С 1930 года применяется надпись «Citta del Vaticano. Poste».

### Современность
На территории Ватикана находятся четыре почтовых отделения.
Почта Ватикана приобрела среди филателистов определённую репутацию, поскольку выпускает довольно привлекательные серии марок в ограниченных количествах (даже сегодня средний тираж выпуска составляет от 300 до 500 тыс. штук). Выпуском марок Ватикана занимается Служба филателии и нумизматики государства-города Ватикан.
Бо́льшая часть почтовых отправлений, посылаемых из Ватикана, делается туристами и сотрудниками Римской курии. Многие жители Рима, не доверяя итальянской почте, отправляют важные письма с территории Ватикана. Марки Италии не могут быть использованы в Ватикане и наоборот. По мнению Всемирного почтового союза, почтовая служба Ватикана «одна из лучших почтовых систем в мире». В пересчёте на одного жителя с территории Ватикана отправляется большее число писем, чем откуда-либо ещё в мире.
| Почтовые ящики почты Ватикана | Почтовые ящики почты Ватикана |
| ----------------------------- | ----------------------------- |
|                               |                               |

## Выпуски почтовых марок

### Первые марки
1 августа 1929 года вышел первый стандартный выпуск почтовых марок Ватикана, известный как «Conciliation» (до этого использовались итальянские марки). Выпуск включал 15 миниатюр различных номиналов; две из них предназначались для экспрессных отправлений. На марках низких номиналов от 5 до 75 чентезими (итал. centesimi) изображены атрибуты папской власти — тиара и ключи Святого Петра, а на более дорогих марках, от 80 чентезими до 10 ватиканских лир (lira vaticana), — портрет папы Пия XI.

### Последующие эмиссии
В течение следующего десятилетия этот выпуск много раз допечатывался, став в результате одним из самых интересных в филателии Ватикана. 10 января 1931 года была произведена надпечатка ярко-красным цветом на марке номиналом в 30 чентезими с указанием новой цены 25 чентезими.
В июне 1934 года на шести марках старших номиналов первого стандарта была сделана надпечатаны новой стоимости. Второй тираж был выпущен в 1937 году. Марки имеют различные типы надпечатки и оттенки. В настоящее время они являются самыми редкими из всех марок Ватикана и ввиду этого часто подделываются.
Последний раз надпечатки первого стандарта были сделаны 18 февраля 1939 года, вскоре после смерти (10 февраля) папы Пия XI. На марках низких номиналов была произведена надпечатка «SEDE VACANTE / MCMXXXIX». Они находились в продаже до 3 марта, то есть дня, следующего за избранием нового папы Пия XII. В дальнейшем эта традиция выпуска марок «Sede Vacante» соблюдалась после смерти каждого из пап (см. Марки «вакантного престола»).
1 апреля 1933 года Ватикан выпустил свои первые коммеморативные марки, одновременно ставшими и первыми почтово-благотворительными — серию из четырёх марок, посвящённых 24-му Юбилейному году. На миниатюрах изображён крест на шаре.
|                                                |                                           |                                                          |
| 1929: марка из первого выпуска. Пий XI (Mi #8) | 1934: надпечатка нового номинала (Mi #43) | 1933: Первые коммеморативные марки Ватикана (Mi #17, 19) |

31 мая того же года был выпущен второй стандарт, состоящий из 18 марок и известный как «Сады и медальоны». На марке номиналом в 5 чентезими изображён герб папы Пия XI; на марках номиналом в 10, 12½, 20 и 25 чентезими — Апостолический дворец и обелиск Гелиополиса; 30, 50, 75 и 80 чентезими — виды садов и Собора Святого Петра; 1, 1,25, 2 и 2,75 лиры — портрет папы Пия XI; 5, 10 и 20 лир — вид базилики Святого Петра. На марках экспресс-почты, номиналами в 2 и 2,5 лиры, изображён Ватикан с высоты птичьего полёта.
В июне 1952 года специальной маркой и почтовым блоком было отмечено столетие марок Папской области. Это был первый блок, выпущенный почтой Ватикана.

### Тематика
Ватиканские марки посвящены в основном религиозной тематике. На них можно увидеть изображения Отцов Церкви и канонизированных святых.
Однако ватиканская почта откликается и на различные международные события и даты. Так, например, были выпущены марки, посвящённые Микеланджело и другим художникам, 100-летию Международного Красного Креста, «Экспо-70», 25-летию ООН, 500-летию со дня рождения Коперника и т. д.
Ватикан принимает участие в программе совместных выпусков почтовых марок «Европа», первоначально организованных под эгидой CEPT.

### Марки «вакантного престола»
В период Sede Vacante («вакантного престола»), который наступает после смерти папы римского и продолжается до момента избрания его преемника, почта Ватикана традиционно выпускает почтовые марки, рисунок которых отличается от обычно выпускаемых марок. На таких марках помещена надпись «Sede Vacante» и изображены только два скрещённых ключа при отсутствии тиары и профиля папы. После избрания нового папы марка «вакантного престола» изымается из продажи. Такие марки являются самыми редкими и дорогими среди марок Ватикана и очень популярны у филателистов.
В таблице ниже приведены сведения о периодах «вакантного престола», во время которых выпускались соответствующие почтовые марки, и о самих марках:
| Год  | Период Sede Vacante      | Имя умершего папы | Дата эмиссии | Дата изъятия из обращения | № по Скотту |  |
| 1939 | 10 февраля — 3 марта     | Пий XI            | 18.02.1939   | 03.03.1939                | 61—67       |  |
| 1958 | 9—28 октября             | Пий XII           | 21.10.1958   | 28.10.1958                | 247—249     |  |
| 1963 | 3—21 июня                | Иоанн XXIII       | 15.06.1963   | 21.06.1963                | 362—364     |  |
| 1978 | 6—26 августа             | Павел VI          | 23.08.1978   | 26.08.1978                | 635—637     |  |
| 1978 | 28 сентября — 16 октября | Иоанн Павел I     | 12.10.1978   | 16.10.1978                | 638—640     |  |
| 2005 | 2—19 апреля              | Иоанн Павел II    | 12.04.2005   | 19.04.2005                | 1292—1294   |  |

## Другие виды почтовых марок

### Авиапочтовые
В июне 1938 года вышла первая серия из восьми авиапочтовых марок Ватикана. На миниатюрах были изображены: статуя Святого Петра, голубь мира над Ватиканом, вознесение пророка Илии и Дева Мария и ангелы, переносящие Святой Дом в итальянский город Лорето.

### Доплатные
В октябре 1931 года на марках первого выпуска с номиналами в 5, 10, 20, 30 чентезими, 2 и 2,5 лиры были сделаны чёрные надпечатки «SEGNATASSE» (почтовый штамп доплаты). Это были первые доплатные марки Ватикана. В августе 1945 года вышли доплатные марки оригинального рисунка. Всего было четыре выпуска доплатных марок Ватикана, последний — в 1968 году.

### Посылочные
В октябре 1931 года вся серия первых стандартных марок была надпечатана словами «PER PACCHI» («Для посылок») для использования на почтовых бандеролях. Это были первые и единственные посылочные марки Ватикана.
|                                                  |                                 |
| 1931: доплатная марка из первого выпуска (Mi #5) | 1931: посылочная марка (Mi #14) |

### Автоматные
С марта 2000 года в Ватикане выпускаются марки печатающих автоматов для реализации через автоматы.

## Музей
Осенью 2007 года в Ватикане открылся Филателистический и нумизматический музей государства Ватикан. В нём представлены материалы почтовой истории и нумизматики Папского государства, а также все издания знаков почтовой оплаты и монет с 1929 года. Почта Ватикана отметила открытие музея двумя почтовыми миниатюрами с изображением некоторых марок и монет.

## Интересные факты
- В 1975 году в суде Ватикана осудили ватиканских жандармов Э. Рончини, Р. Дезидери и П. Картизи. Они совершили крупные хищения и спекуляции, в том числе украли почтовые марки Ватикана на сумму 70 млн лир. Подсудимые получили тюремные сроки — от 10 месяцев до 5 лет[7].